# 阿夫哲拉尔
阿夫哲拉尔（土耳其語：Avcılar）是土耳其伊斯坦堡的39個區之一，位於博斯普魯斯海峽以西的歐洲部份。面積41.8平方公里，人口436,897人。

阿夫哲拉尔